# Istres

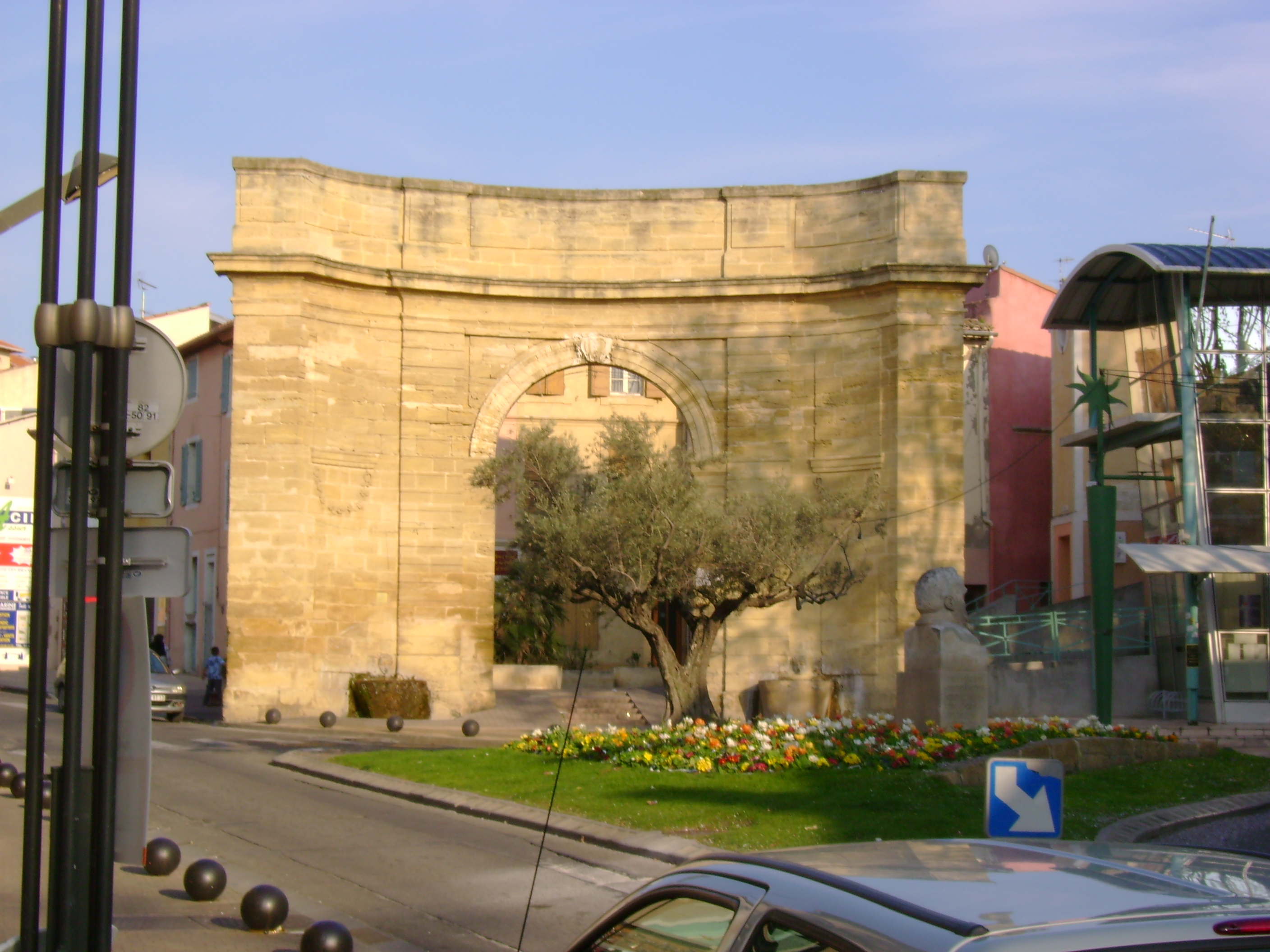
Porta de Arles no centro da cidade de Istres

Istres (em occitano: Istre) é uma comuna de França, localizada no departamento de Bocas do Ródano e na região Provença-Alpes-Costa Azul.
No século X, o antigo centro de Istres ganha forma à volta de uma casa senhorial. A vila é pouco a pouco construída envolta em muralhas. Em 1917 é implantada a escola de aviação, hoje uma das maiores bases aéreas da França.

## Clima
Istres beneficia do clima mediterrânico caracterizado por invernos suaves e verões quentes e secos. O vento pode soprar com bastante força no inverno e primavera. A precipitação média anual é de 566 mm.
O quadro abaixo indica as temperaturas e precipitação para o período 1971-2000 :
| Mês                                     | J    | F    | M    | A    | M    | J    | J    | A    | S    | O    | N    | D    | Anual |
| --------------------------------------- | ---- | ---- | ---- | ---- | ---- | ---- | ---- | ---- | ---- | ---- | ---- | ---- | ----- |
| Temperaturas máximas (°C)               | 11,0 | 12,4 | 15,2 | 17,4 | 21,8 | 26,0 | 29,6 | 29,3 | 25,2 | 20,0 | 14,4 | 11,8 | 19,5  |
| Temperaturas médias (°C)                | 6,8  | 7,9  | 10,3 | 12,6 | 16,7 | 20,6 | 23,9 | 23,7 | 20,1 | 15,5 | 10,3 | 7,8  | 14,7  |
| Temperaturas mínimas (°C)               | 2,6  | 3,4  | 5,3  | 7,7  | 11,6 | 15,2 | 18,1 | 18,1 | 14,9 | 11,0 | 6,2  | 3,8  | 9,9   |
| Precipitação (altura em mm)             | 62   | 48   | 47   | 56   | 40   | 37   | 15   | 31   | 64   | 99   | 54   | 56   | 606,2 |
| Fonte: Météo France / Station de Istres |      |      |      |      |      |      |      |      |      |      |      |      |       |